# Heinkel He 60
O Heinkel He 60 foi um hidroavião biplano monomotor  projetado para ser catapultado por belonaves da Kriegsmarine, construído pela Heinkel na Alemanha. A sua função consistia em reconhecimento aéreo em céus marítimos.

## Desenvolvimento e design
O Heinkel He 60 foi projetado pelo engenheiro da Heinkel Reinhold Mewes, o mesmo designer do He 59. O design resultante foi um biplano monomotor feito de madeira e construção metálica com cobertura de tecido.
O primeiro protótipo voou no início de 1933 e provou ter pouca potência com seu motor BMW VI de 492 kW (660 hp). O segundo protótipo tinha uma versão mais poderosa do motor da BMW, mas isso apenas melhorou ligeiramente seu desempenho e segundo motor não se demostrou confiável, de modo que as aeronaves de produção voltaram ao motor original. De configuração convencional, o He 60 era uma aeronave robusta, projetada para poder operar em mar aberto. Como resultado, sua potencia relacionada ao seu peso era extremamente baixa, o que tornava o seu manuseio lento e a aeronave vulnerável ao fogo inimigo. Foram feitas tentativas para resolver sua falta de potencia equipando uma aeronave com um motor Daimler-Benz DB 600 , mas os motores não estavam disponíveis para produção.

## Histórico operacional
As primeiras entregas do He 60 foram para as unidades de treinamento da Kriegsmarine em junho de 1933.  A partir de 1934, a principal versão de produção, o He 60C, começou a ser entregue às unidades de hidroavião da Kriegsmarine , operando a partir das catapultas de todos os cruzadores alemães .  O mesmo prestou serviço em apoio as forças nacionalistas espanholas durante a Guerra Civil Espanhola. 

Em 1939, foi substituído como aeronave a bordo da kriegsmarine primeiro pelo He 114, e logo depois pelo Arado Ar 196 , mas mesmo após sua substituição o He 60 permaneceu em serviço com várias unidades de reconhecimento costeiro quando a Segunda Guerra Mundial começou.  Foi retirado do serviço de linha de frente em 1940, mas voltou a ser utilizado após a invasão alemã da União Soviética em 1941, sendo usado para o trabalho de patrulha costeira nos mares Báltico e Mediterrâneo . Todos os exemplares foram retirados de serviço em outubro de 1943. 